# گئورگ زیمل
گئورگ زیمل (آلمانی: Georg Simmel؛ (۱ مارس ۱۸۵۸–۲۸ سپتامبر ۱۹۱۸)، جامعه‌شناس آلمانی با گرایش نوکانتی است که از پیش‌گامان جامعه‌شناسی به‌شمار می‌رود.
وی بنیانگذار مکتب جامعه‌شناسی صوری (فرمیک/دیسه‌ای) بوده و باورمند است باید امور اجتماعی را جدای از محتوا بررسی کرد و به فرم‌های (دیسه‌های) امور اجتماعی اهمیت می‌دهد.

## نظریات و دیدگاه‌ها
هدف زيمل از جدا کردن شکل از محتوا
هدف زيمل از جدا کردن شکل از محتوا رسيدن به شکل‌های گوناگون جامعه‌ای شدن است.
شکل يکسان ممکن است محتوای کاملاً متفاوتی داشته باشد.
رقابت شکل است، ولی محتوای آن ممکن است حرص، سودجويي اقتصادی، تلاش برای کسب مدرک دانشگاهی يا مبارزه حزبی باشد.
محتوا نيز ممکن است شکل‌های کاملاً متفاوت داشته باشد. محتوای عشق یا نیاز جنسی ممکن است شکل ازدواج، رفاقت يا روسپيگری داشته باشد.
خلاصه برخی از نظریات و دیدگاه‌ها
- نظریه‌پرداز زندگی در کلانشهر
- روش روشنگری مورد تردید قراردادن مداوم و جستجوی دانش را به منزله چیزی فی‌نفسه خوب دنبال می‌کند.
- شیوه‌ای بسیار فردی برای بررسی جهان داشت.
- کانون توجه‌اش به روانشناسی و روانشناسی اجتماعی بود، سپس به جامعه‌شناسی روی آورد، و حال کششی به فلسفه داشت.
- در اواخر عمر به هنر و زیبایی‌شناسی روی آورد، پدید آورنده جامعه‌شناسی صوری است؛ یعنی بررسی اینکه چگونه آدمیان صورت‌هایی را بر جهان تجربه تحمیل می‌کنند و سازمان می‌دهند و می‌فهمند.
- اندیشه را سامان دهنده جهان می‌داند. صورت‌های مورد علاقه، صورت‌های روابط میان افراد و گروه‌ها.
- پیوند روابط میان مردم و روانشناسی‌های فردی با توسعه مدرنیته و اقتصاد پولی.
- نزدیک شدن به تبیین ماتریالیستی به جای درک فلسفی صورتهای روابط انسانی و گسترش روانشناسی فردی
- پیش گام پست مدرنیسم، و فراسوی پست مدرنیسم.
- شناسایی فرایندی مهم به نام بینش جامعه‌شناختی، ارائه مدلی دربارهٔ ساختارهای صوری رابطه‌ها.
- روش بی‌نظمی تقریباً عمدی، شیوه او: چگونه واقعیت پیچیده تجربه فرد را معنی می‌کنیم. انتخاب پدیده‌ای خاص از
- جریان تجربه و برررسی ساختار و تاریخ آن.
- توجه به کار رمان‌نویس، آنچه ما واقعیت می‌پنداریم در حقیقت برساخته است مثل رمان‌نویس.
- موضع: ساخت گرایانه پست مدرن.
- نظریه زیمل در مورد جامعه: ترکیب مناسبات میان افراد به اضافه مجموع صورت‌هایی از رابطه.
- دوگانگی میان وجود انسانی و جهان طبیعی. استقلال روح یا ذهن. محدود ساختن فردیت. گسیختگی در امر اجتماعی.
- بسط شکل‌های گوناگون اجتماعی که پدیده آمده از تعامل اجتماعی است. فراگیر بودن ساخت اجتماعی زندگی.
- تمایز میان صورت و محتوا، تثبیت جامعه‌شناسی به عنوان یک علم مستقل در میان سایر علوم و توجه به محتوای جامعه‌شناسی یعنی جنبه‌هایی از زندگی انسانی که افراد را به سمت معاشرت با دیگران سوق می‌دهد.
- دوگانگی بین فرد و جامعه، ولی به فرد ارجحیت بیشتری می‌دهد. فرد: حیات فردی در یک دیالکتیک مدام با صورت‌های اجتماعی درگیر است. جامعه: جامعه صورتی است دارای اهمیت روزافزون که حیات انسانها را سازمان می‌دهد.
- سعی در درک منحصر به فردی از جهان را انتقال دهد.
- ایده اینکه می‌توان جامعه را همچون موضوعی زیباشناختی، اثر هنری بررسی کرد.
- جامعه متشکل از نیروهای تعاملی میان افراد تلقی می‌کند. تحلیل صورت‌های متفاوت رابطه که می‌تواند میان فرد و جامعه وجود داشته باشد.
- آغاز با جامعه بدوی همراه همبستگی مکانیکی. هم اینکه جوامع متمایزی می‌گردند، ممکن و با اهمیت می‌شود.
- تمایل ذاتی به ثبات. توجه به اندازه گروه و فرد منزوی. جامعه ترکیبی از روابط مبادله‌ای میان افراد است. کنش هدفمند.
- تردید در اصل افزایش آزادی انسانی. جامعه‌شناسی زیمل صورت‌بندی مفهومی جهان‌بینی امپرسیونیستی بود.

## نظریه
در کار جورج زیمل چهار سطح اساسی نگرانی وجود دارد:
1. کارکردهای روانی زندگی اجتماعی
2. کارکردهای جامعه شناختی روابط بین فردی
3. ساختار و تغییرات در (به آلمانی: Zeitgeist) (به معنای روح اجتماعی و فرهنگی زمان خود است). او همچنین اصل «ظاهر» را پذیرفت، این ایده که سطوح بالاتری از ویژگی‌های آگاهانه از سطوح پایین‌تر می‌آیند.
4. طبیعت و سرنوشت محتوم بشریت.

## کتاب‌شناسی

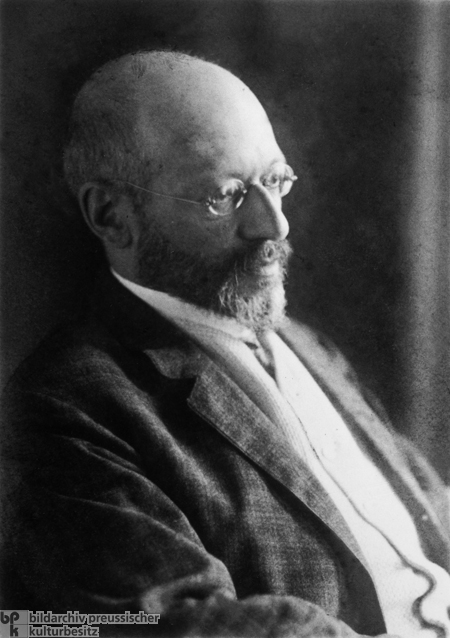
جورج زیمل ۱۹۱۴

## نقطه ضعف گئورگ زیمل
زيمل ارزيابی می‌کرد که تعارض در شناخت‌های فرهنگی و نظری گوناگون به بحرانی در اروپا و به‌ویژه در آلمان منجر خواهد شد، بنابراين وضعيت طوری شده است که می‌توان جنگ را به‌مثابه‌ ابزاری برای تخليه‌ی هيجان (Katharsis)( catharsis) در نظر گرفت، پس جنگ بر اساس تشخيص آسیب شناسانه‌ او تنها داروی شفابخش فرهنگ مدرن است.
این رویکرد گئورگ زيمل به جنگ، نقطه‌ضعف او است.
زيمل در نوشته‌ «جنگ و تصميمات روحی» جامعه‌شناس سابق نيست، کسی که واقعيت اجتماعی را بافاصله گرفتن از موضوع پژوهش و با توجه به جوانب متضاد گوناگون بررسی می‌کرد، بلکه شخصی است که در شيپور جنگ می‌دمد و آن ‌را امکانی برای غلبه بر زرپرستی می‌بيند. زيمل به‌زودی متوجه شد که چه اشتباهی کرده است.

## همچنین ببینید
- جامعه‌شناسی
- کارل مانهایم
- نوکانتی